# Peperomia petiolaris
Peperomia petiolaris är en pepparväxtart som beskrevs av C. Dc.. Peperomia petiolaris ingår i släktet peperomior, och familjen pepparväxter. Inga underarter finns listade i Catalogue of Life.